# حسن سرور
حسن باسم سرور (18 ديسمبر 2001) هو لاعب كرة قدم لبناني، يلعب كلاعب خط وسط لنادي العهد والمنتخب اللبناني.

## مهنة النادي
بدأ سرور مسيرته في نادي العهد في الدوري اللبناني الممتاز. وسجل هدفه الأول في 12 ديسمبر 2020، وساعد فريقه على الفوز على نادي الصفاء بنتيجة 2-1.

## مهنة دولية
مثل منتخب لبنان تحت 19 سنة في تصفيات بطولة آسيا تحت 19 سنة 2020، ولعب ثلاث مباريات في 2019. كما لعب لفريق تحت 23 عامًا في عام 2019، و2021 و2022.
في 30 ديسمبر 2022، ظهر لأول مرة على المستوى الدولي في مباراة ودية أمام الإمارات.

## إحصائيات المهنة

### دولي
| الفريق الوطني | سنة     | الظهور | الأهداف |
| ------------- | ------- | ------ | ------- |
| لبنان         | 2023    | 1      | 0       |
| لبنان         | 2023    | 5      | 0       |
| المجموع       | المجموع | 6      | 0       |

## الإنجازات
العهد
- الدوري اللبناني الممتاز: 2021–22، 2022–23
- كأس النخبة اللبناني: 2022

## روابط خارجية
- حسن سرور على موقع قاعدة بيانات كرة القدم.إي يو (الإنجليزية)
- حسن سرور على موقع ناشيونال فوتبول تيمز (الإنجليزية)
- حسن سرور على موقع Soccerway.com (الإنجليزية)
- حسن سرور على موقع عالم كرة القدم.نت (الإنجليزية)